# Zainab Bangura
Haja Zainab Hawa Bangura, född 18 december 1959 i Yonibana i Tonkolili-distriktet, är en sierraleonsk politiker och aktivist.
I september 2012 tog hon över efter Margot Wallström som FN:s särskilda sändebud i arbetet mot sexuellt våld i krigs- och konfliktområden. Mellan 2007 och 2010 var hon Sierra Leones utrikesminister och mellan 2010 och 2012 landets hälsominister.
Bangura har studerat vid Fourah Bay College vid University of Sierra Leone, City University Business School of London och Nottingham University.